# Pos Abao/Cunucu Abao
Pos Abao/Cunucu Abao, Pos Abou/Cunucu Abou – strefa (zone) w regionie Oranjestad-West w środkowo-zachodniej części kraju autonomicznego Aruba, należącego do Holandii, w Ameryce Południowej. 1 stycznia 2020 r. liczyła 1198 mieszkańców.   

## Podział administracyjny
W skład strefy wchodzą dwie miejscowości:
- Cunucu Abao
- Pos Abao

## Demografia
Strefa liczy 1198 mieszkańców (1 stycznia 2020).
| Kobiety | Mężczyźni |
| ------- | --------- |
| 561     | 637       |